# NN-245
La carretera NN-245 es una vía departamental secundaria ubicada en el municipio de La Paz Centro, en el departamento de León. Su recorrido conecta zonas agrícolas entre El Papalonal y El Capulín. Es una carretera de uso local que brinda acceso a comunidades rurales del occidente del país.

## Trazado y cruces
La siguiente tabla muestra su recorrido, localidades y principales conexiones:
| km  | Localidad            | Departamento | Conexión / Ruta |
| --- | -------------------- | ------------ | --------------- |
| 0.0 | El Papalonal         | León         |                 |
| 3.5 | Comunidad intermedia | León         |                 |
| 7.2 | El Capulín           | León         |                 |